# Steve Austin (friidrottare)
Steve Austin, född 14 februari 1951, är en australisk friidrottare. Han deltog vid olympiska sommarspelen 1980.